# 吳仕福

吳仕福，GBS，JP（1948年2月28日—），民主建港協進聯盟成員，前任西貢區議會主席及西貢市中心選區前任兼當區首任區議員。

## 簡介
吳仕福是滘西洲一個漁民家庭的第六代人，是新界原居民。早年畢業於西貢公立學校及西貢崇真天主教學校（中學部）（1963年中三）。

## 政治生涯
在1986年11月1日，他獲香港政府委任為西貢區議員，接替逝世的江漢興議員。
1994年香港區議會選舉，吳仕福首次參加區議會選舉並成功當選為西貢市中心首任區議員，並於同年起成為西貢區議會主席，期間一直連任，直至2019年香港區議會選舉吳氏連任失敗。

## 爭議事件
2019年6月，他於參與聯署支持逃犯條例修訂後。運用西貢區區議會主席權力否決同為西貢區議會多名區議員謝正楓、陸平才、范國威、鍾錦麟、林少忠、梁里，呂文光及黎銘澤提出的「要求政府立即撤回送中惡法」、「譴責警方濫權」、「譴責警察開槍」，「要求收回《逃犯條例》」與「獨立調查警方有否過度使用武力」的動議，被質疑處事不公。

## 榮譽
1998年，獲頒發銅紫荊星章。
1998年，獲頒發銀紫荊星章。
2013年，獲頒發金紫荊星章。